# Mockrehna
Mockrehna ist eine verwaltungsgemeinschaftsfreie Gemeinde im Landkreis Nordsachsen im Freistaat Sachsen. Sie ist eine der flächenmäßig größten Gemeinden im Kreis.

## Geographie
Die Gemeinde liegt im nördlichen Teil Sachsens, südlich der Dübener Heide, ungefähr auf halber Strecke zwischen den Städten Eilenburg (15 km) und Torgau (15 km).

## Ortsgliederung
- Mockrehna
- Audenhain
- Gräfendorf
- Klitzschen
- Langenreichenbach
- Schöna
- Strelln
- Wildenhain mit Torfhaus
- Wildschütz

## Geschichte
Mehrere Ortsteile werden im Jahr 1201 in einer Besitzurkunde des Augustinerklosters auf dem Petersberg bei Halle durch Papst Innozenz III. erstmals erwähnt. Nach dem Wiener Kongress im Jahr 1815 kommt das Gebiet zu Preußen und wird dem Kreis Torgau zugeordnet. Im Zuge der sächsischen Gemeindegebietsreform schlossen sich am 1. März 1994 die bis dahin selbständigen Gemeinden Audenhain, Langenreichenbach und Klitzschen zur Großgemeinde Audenhain zusammen, die sich am 1. Januar 1999 mit Mockrehna, Schöna, Strelln, Wildenhain und Wildschütz zur jetzigen Gemeinde Mockrehna vereinigte.
Der Name des Ortes Mockrehna, als Teil der Gemeinde Mockrehna, hat seinen Ursprung im slawischen Mokrechna (dt.: Sumpflandschaft) und bezeichnet die Gegebenheiten bei der Besiedlung durch slawische Stämme. Reste dieser Moorlandschaft sind noch im „Zadlitzbruch“ und dem „Wildenhainer Bruch“ im nahegelegenen Naturpark „Dübener Heide“ vorhanden. Im Laufe der Zeit wurde das Gebiet zwischen Mulde und Elbe systematisch entwässert, sodass heute in der Umgebung von Mockrehna eine Flächennutzung durch Land- und Forstwirtschaft im Vordergrund steht.
Eine gewisse Bekanntheit erlangte Mockrehna in weiten Teilen der DDR durch die Ansiedlung eines Großschlachtbetriebes für Geflügel durch das Kombinat Industrielle Mast (KIM) im Jahre 1972, das ab den 1980er Jahren als Betrieb des Kombinats Industrielle Tierproduktion firmierte. Heute existiert im Ort die Alfra Geflügel- und Tiefkühlfeinkost GmbH, die ein Teil der Sprehe-Gruppe ist. Der Betrieb war für die Versorgung der südlichen Bezirke der Republik (DDR) mit Geflügelprodukten (hauptsächlich Broiler) zuständig. Diese Ansiedlung führte zum Bau einer Plattenbausiedlung mit 170 Wohneinheiten und zur Erschließung von Flächen zum Bau von Eigenheimen. Die dadurch ausgelöste Veränderung in der Struktur von Bebauung und Bewohnern führte zum Verlust des zuvor stark dörflich geprägten Charakters des Ortes. Lediglich das Unterdorf mit seinen traditionellen Dreiseitenhöfen spiegelt diesen noch wider. Allerdings ist auch hier ein Rückgang der häuslichen Viehzucht und landwirtschaftlichen Nutzung dieser Gebäude zu verzeichnen.

### Einwohnerentwicklung
Entwicklung der Einwohnerzahl (ab 2000 Stichtag 31. Dezember):
| Jahr      | 1990* | 2000  | 2005  | 2010 | 2015 | 2020 | 2021 | 2022 |
| Einwohner | 5.851 | 5.551 | 5.551 | 5293 | 5023 | 4976 | 5005 | 5011 |

* 3. Oktober

## Politik
- SPD: 1
- HvW: 1
- FWG: 7
- CDU: 4
- AfD: 2

Die AfD kann drei Sitze nicht besetzten. Der Gemeinderat verkleinert sich entsprechend.

### Gemeinderat
Die Gemeinderatswahl am 9. Juni 2024 war die letzte Wahl der Gemeindevertretung von Mockrehna. Eine Übersicht über diese und vergangene Wahlen gibt die Tabelle:
| Partei/Liste                   | 2024 | 2024  | 2019 | 2019  | 2014 | 2014  |
| Partei/Liste                   | %    | Sitze | %    | Sitze | %    | Sitze |
| ------------------------------ | ---- | ----- | ---- | ----- | ---- | ----- |
| Freie Wählergemeinschaft (FWG) | 40,3 | 7     | 64,6 | 12    | 48,3 | 9     |
| AfD                            | 29,2 | 2 1   | –    | –     | –    | –     |
| CDU                            | 24,7 | 4     | 27,5 | 5     | 34,5 | 7     |
| Heimatverein Wildschütz e. V.  | 3,0  | 1     | –    | –     | –    | –     |
| SPD                            | 2,8  | 1     | –    | –     | 5,4  | 1     |
| Die Linke                      | –    | –     | 7,9  | 1     | 9,8  | 1     |
| Sonstige                       | –    | –     | –    | –     | 2,0  | –     |
| Gesamt                         | 100  | 15    | 100  | 18    | 100  | 18    |
| Wahlbeteiligung (in %)         | 72,4 | 72,4  | 64,3 | 64,3  | 50,8 | 50,8  |

### Bürgermeister
Bürgermeister ist seit 2006 Peter Klepel.
| Wahl  | Bürgermeister | Vorschlag | Wahlergebnis (in %) |
| ----- | ------------- | --------- | ------------------- |
| 2020  | Peter Klepel  | Klepel    | 61,6                |
| 2015  | Peter Klepel  | Klepel    | 79,0                |
| 2006  | Peter Klepel  | Klepel    | 71,8                |
| [...] |               |           |                     |
| 1994  | Konrad Rülke  | FDP       | 72,8                |

## Bildung
Ein wichtiger Bestandteil der Gemeinde ist der Grund- und Mittelschulstandort im Ortsteil Mockrehna, der 1960 als Georg-Schumann-Oberschule gegründet wurde. Bis Ende 2011 wurde die Schule für etwa zwölf Millionen Euro, zum Teil aus EFRE- und Landesmitteln, neu-, um- und ausgebaut. Neben der Mittelschule, die saniert wurde, entstand eine Zweifeldersporthalle, ein Erweiterungsbau sowie ein Verbindungsbau. In Mockrehna lernen heute 395 Schüler der Oberschule (ehemalige Mittelschule) und 207 Schüler der Grundschule (2022/23).

## Gedenkstätten
Eine Grabstätte auf dem Friedhof des Ortsteiles Klitzschen erinnert an den kommunistischen NS-Gegner Otto Hennicke, der 1942 in Halle von der Gestapo ermordet wurde.

## Sehenswürdigkeiten

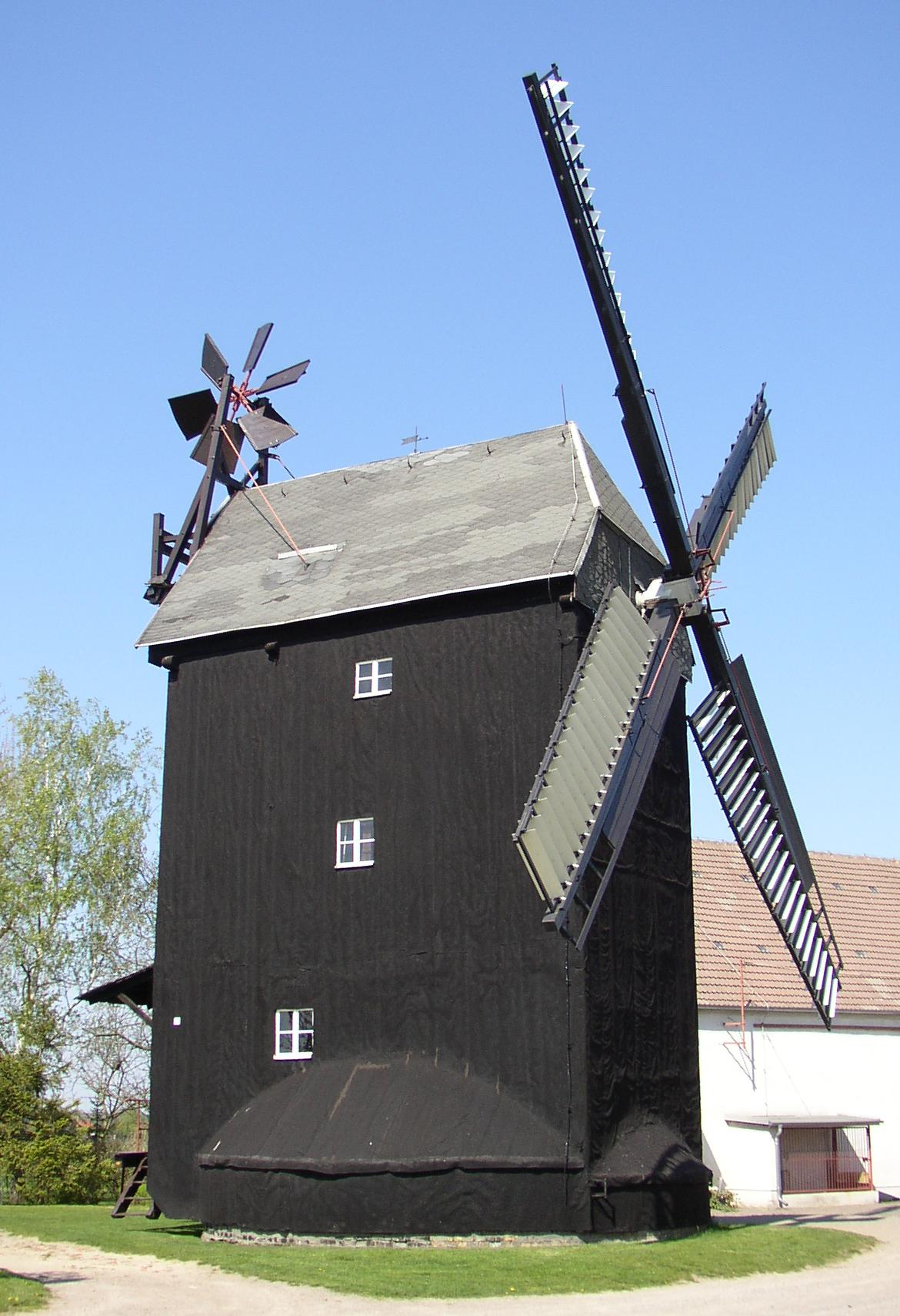
Mockrehna Audenhain Paltrockwindmuehle

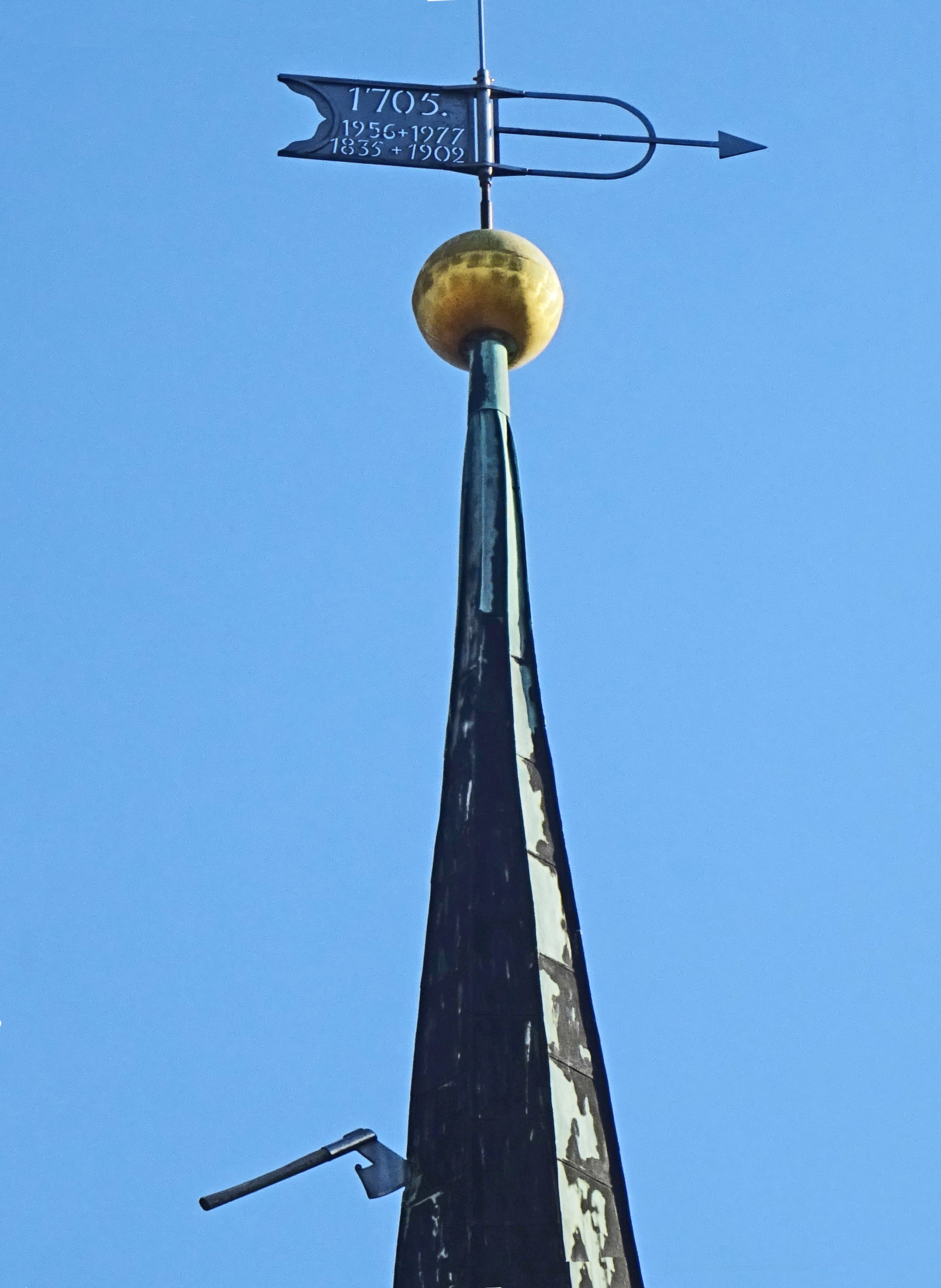
Beil im Kirchturm

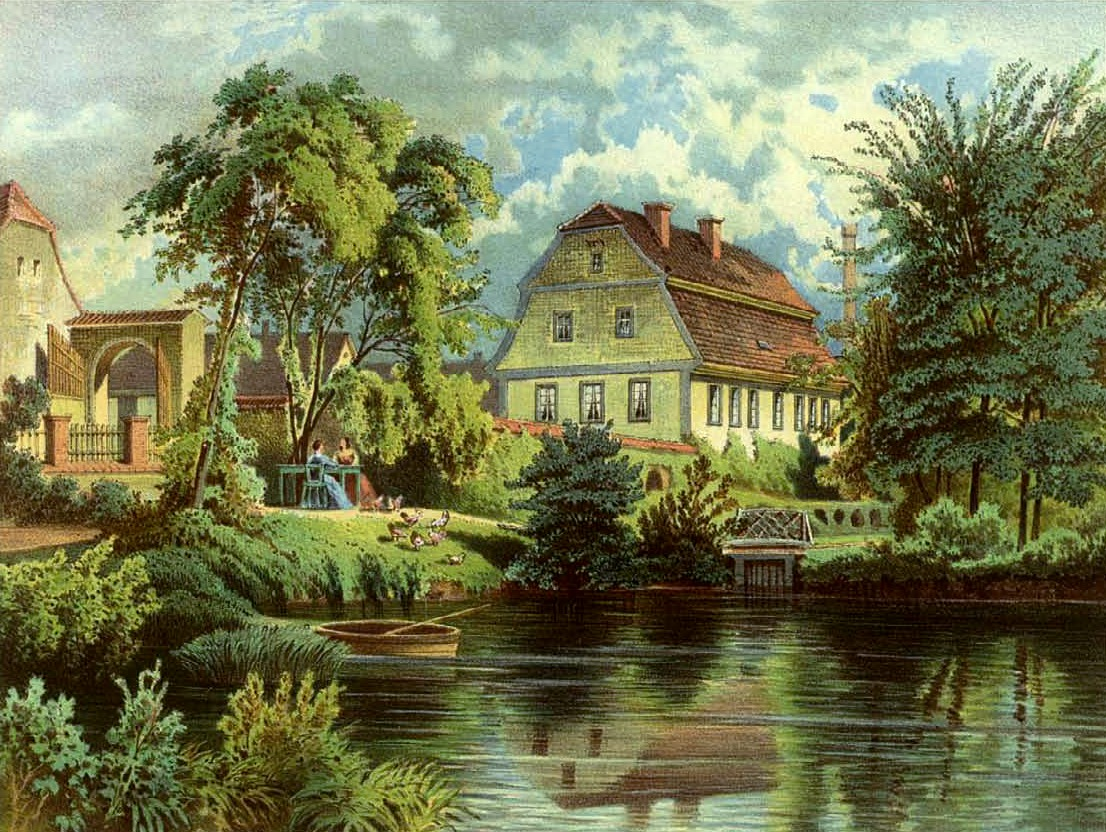
Gut Mockrehna

- Kirche Mockrehna mit dem im Kirchturm steckenden Beil, das laut Sage vom Müllerburschen Pumphut dort hinaufgeschleudert wurde und so ins Ortswappen kam
- Pumphut-Denkmal in Mockrehna
- Gut Mockrehna
- romanische Saalkirchen in Audenhain und Klitzschen
- Paltrockmühle in Audenhain
- Kirche in Wildschütz
- Naturpark Dübener Heide

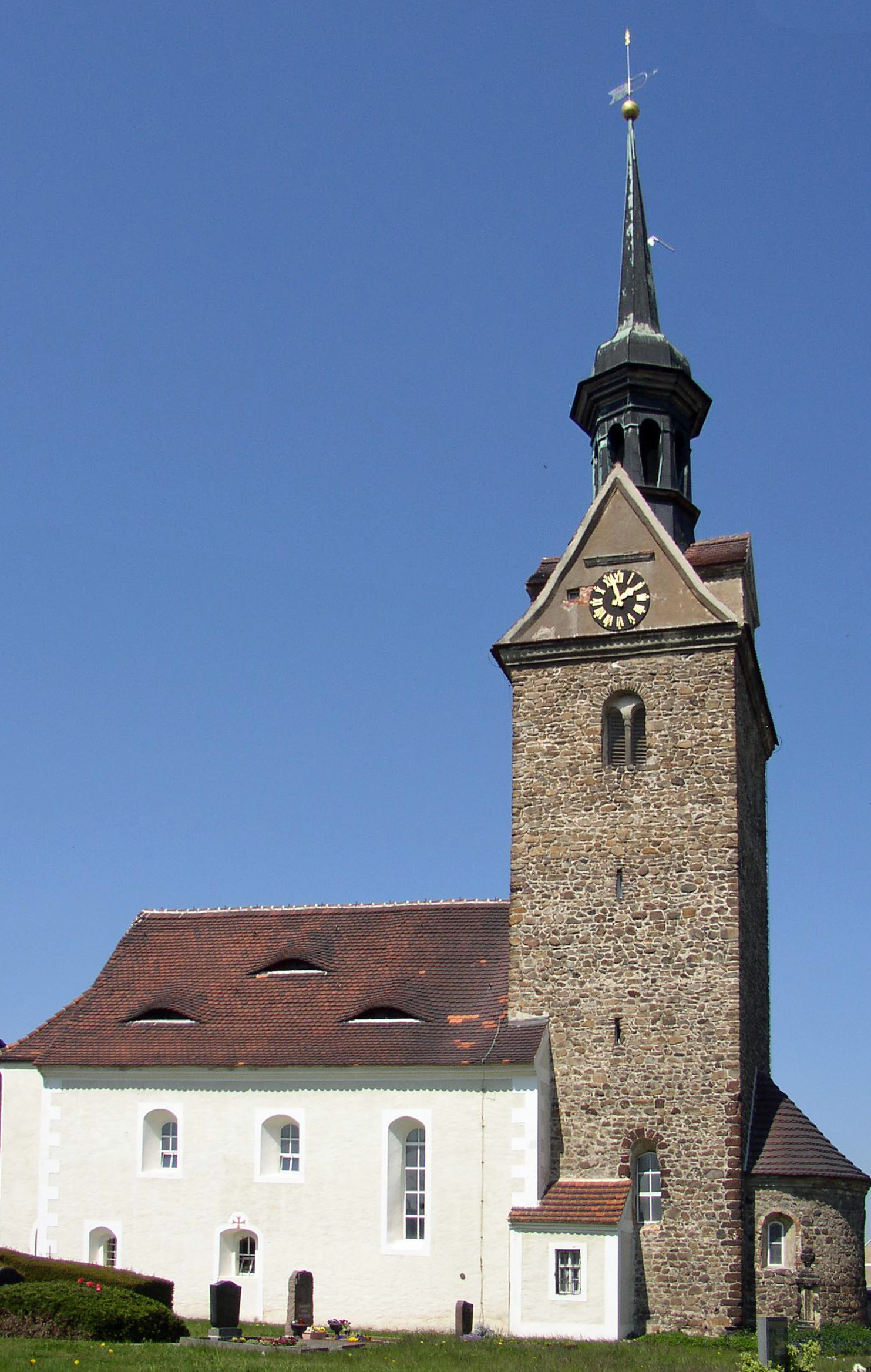
Kirche Mockrehna
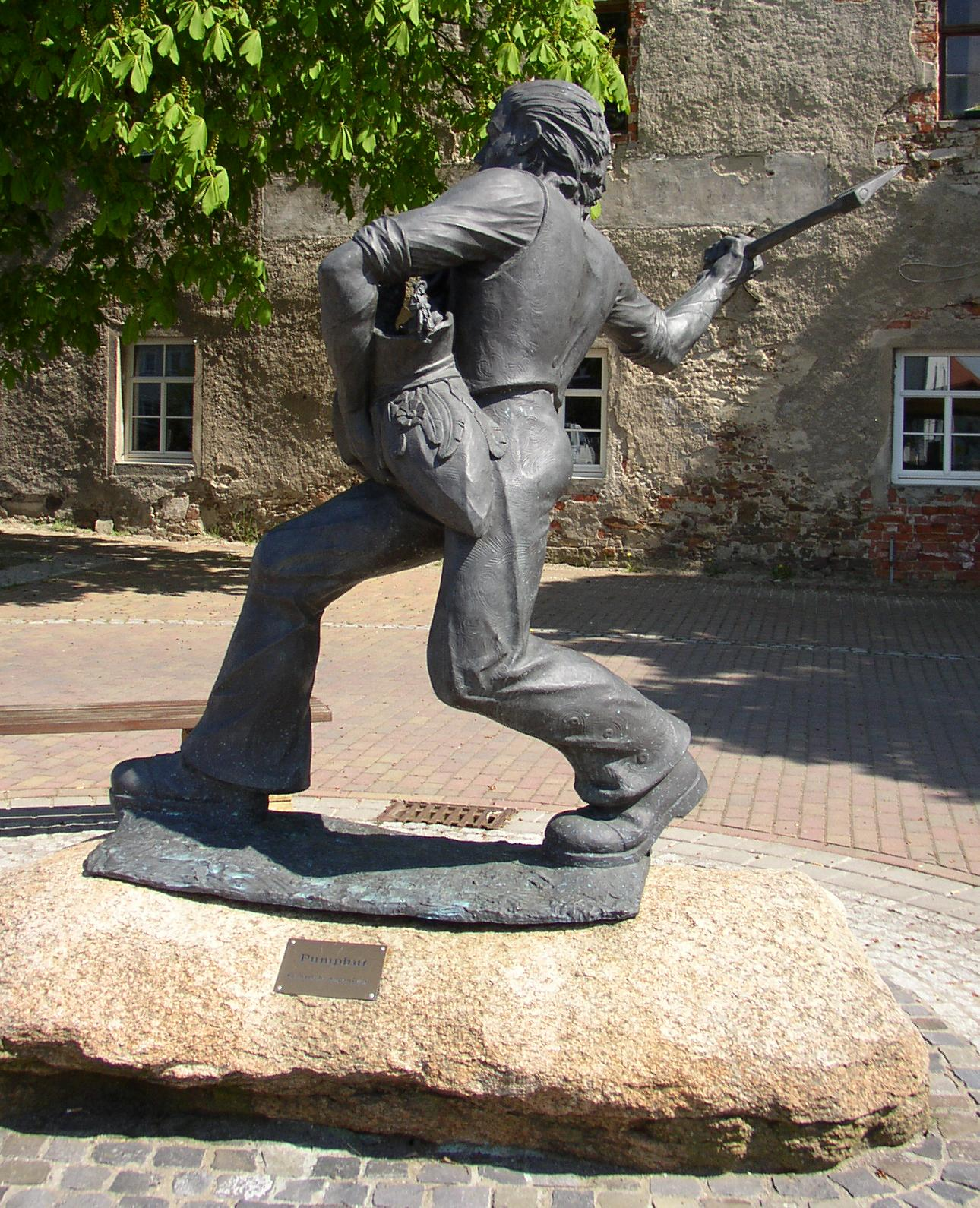
„Pumphut“
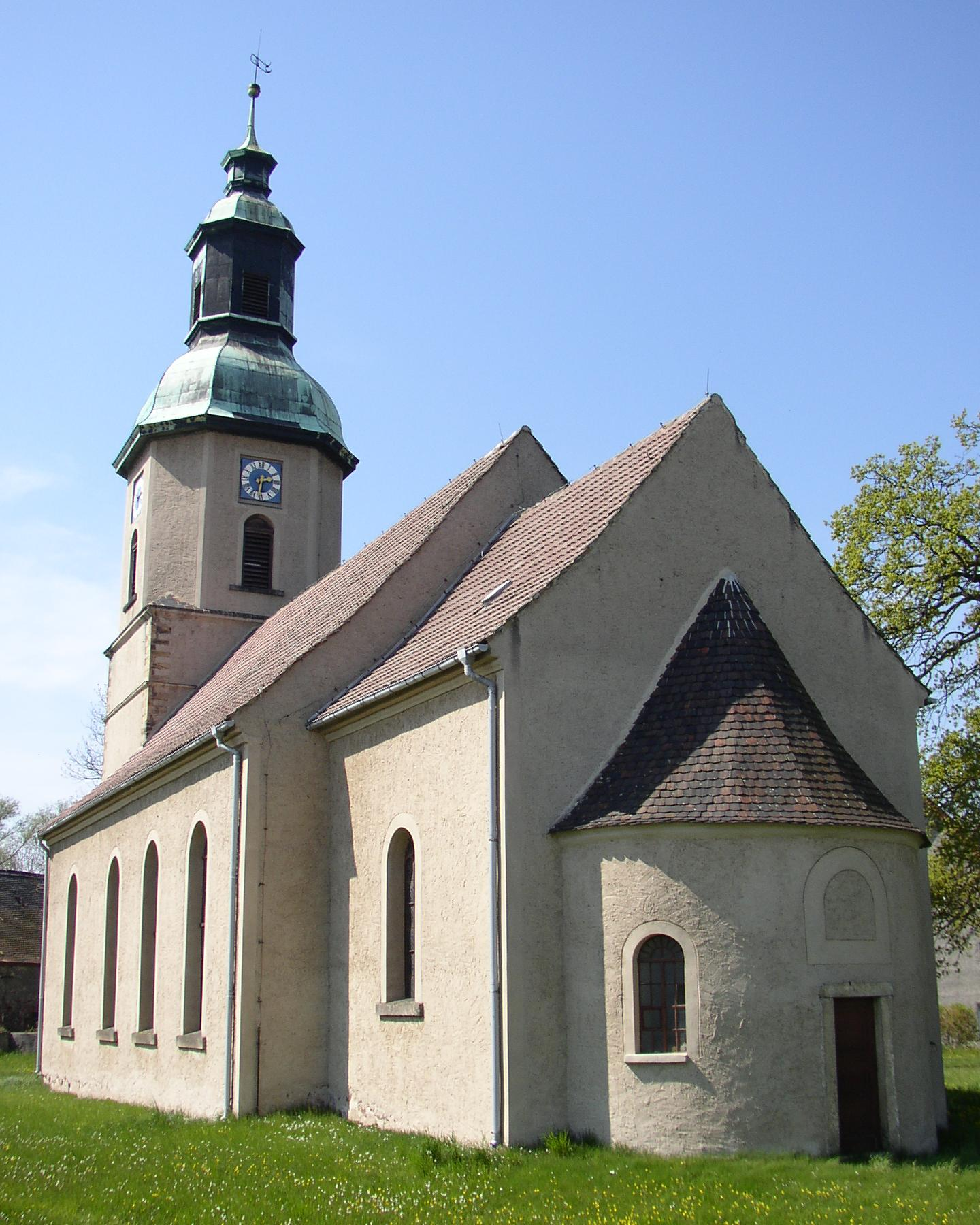
Kirche in Audenhain
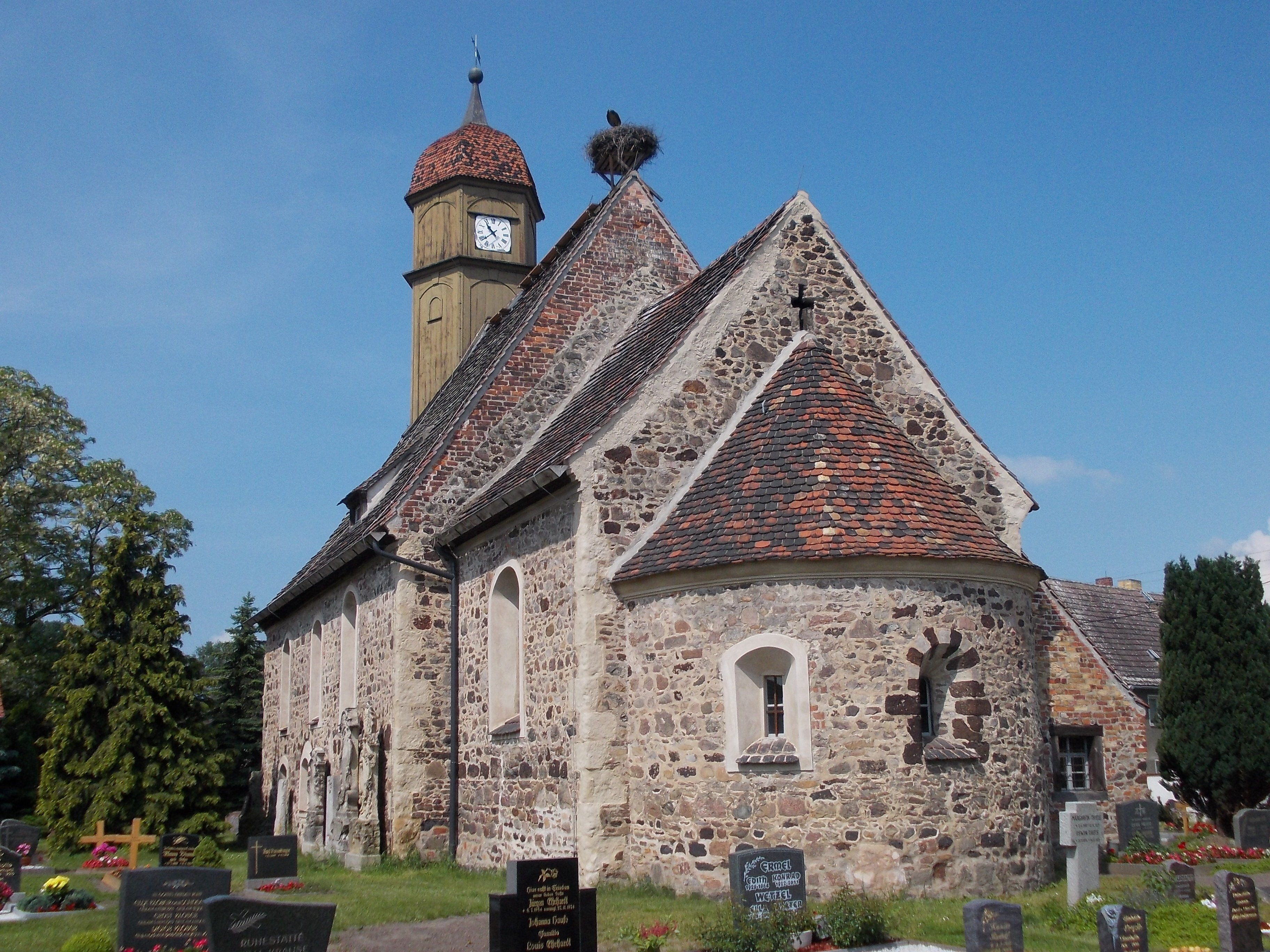
Dorfkirche Klitzschen
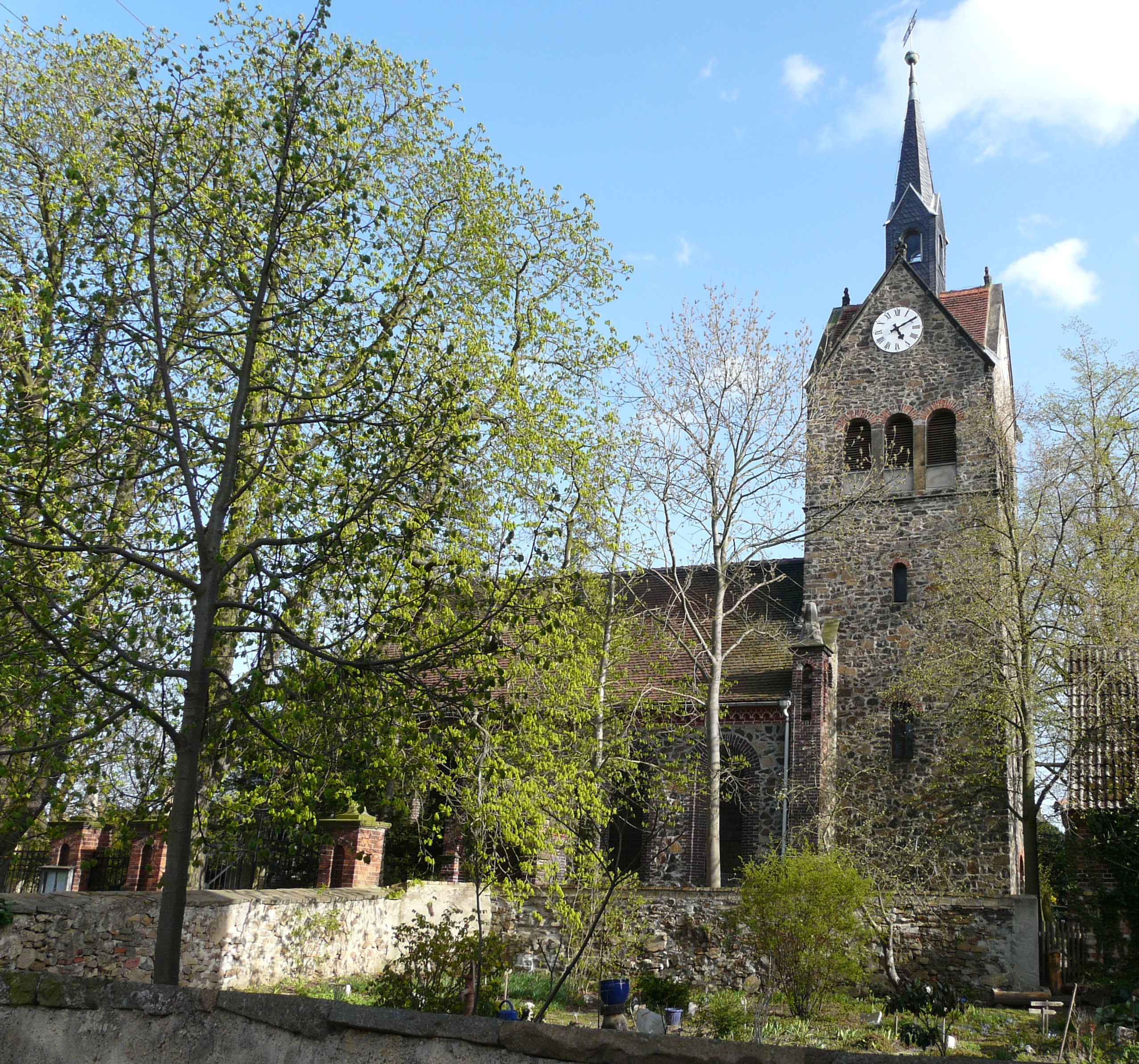
Kirche in Wildschütz

### Naturschutz
- Siehe auch: Liste der Naturdenkmale in Mockrehna

## Verkehr
Die Bundesstraße 87 sowie die Bahnstrecke Halle–Cottbus führen durch das Gemeindegebiet.
Der Bahnhof Mockrehna liegt an der vorgenannten Verbindung, die Linie S4 der S-Bahn Mitteldeutschland hält hier. Die Verbindung nach Schildau wurde seit 1971 nicht mehr befahren und ist abgebaut.

## Persönlichkeiten
- Gottfried Hientzsch (1787–1856), Musikpädagoge
- Alfred Erich Hoche (1. August 1865 – 16. Mai 1943), Psychiater
- Christine Ebersbach (* 1954), im Ortsteil Strelln geborene Grafikerin und Malerin